# Ivanhoe North (Teksas)
Ivanhoe North je grad u američkoj saveznoj državi Teksas. Prema popisu stanovništva iz 2010. u njemu je živjelo 538 stanovnika.